# Physocleora pulverata
Physocleora pulverata là một loài bướm đêm trong họ Geometridae.